# セバスティアン・ソリア
アンドレス・セバスティアン・ソリア・キンターナ（Andrés Sebastián Soria Quintana, アラビア語: أندريس سيبستيان سوريا كوينتانا, 1983年11月8日 - ）は、ウルグアイ・パイサンドゥ出身のサッカー選手。元カタール代表。ポジションはFW。

## 経歴

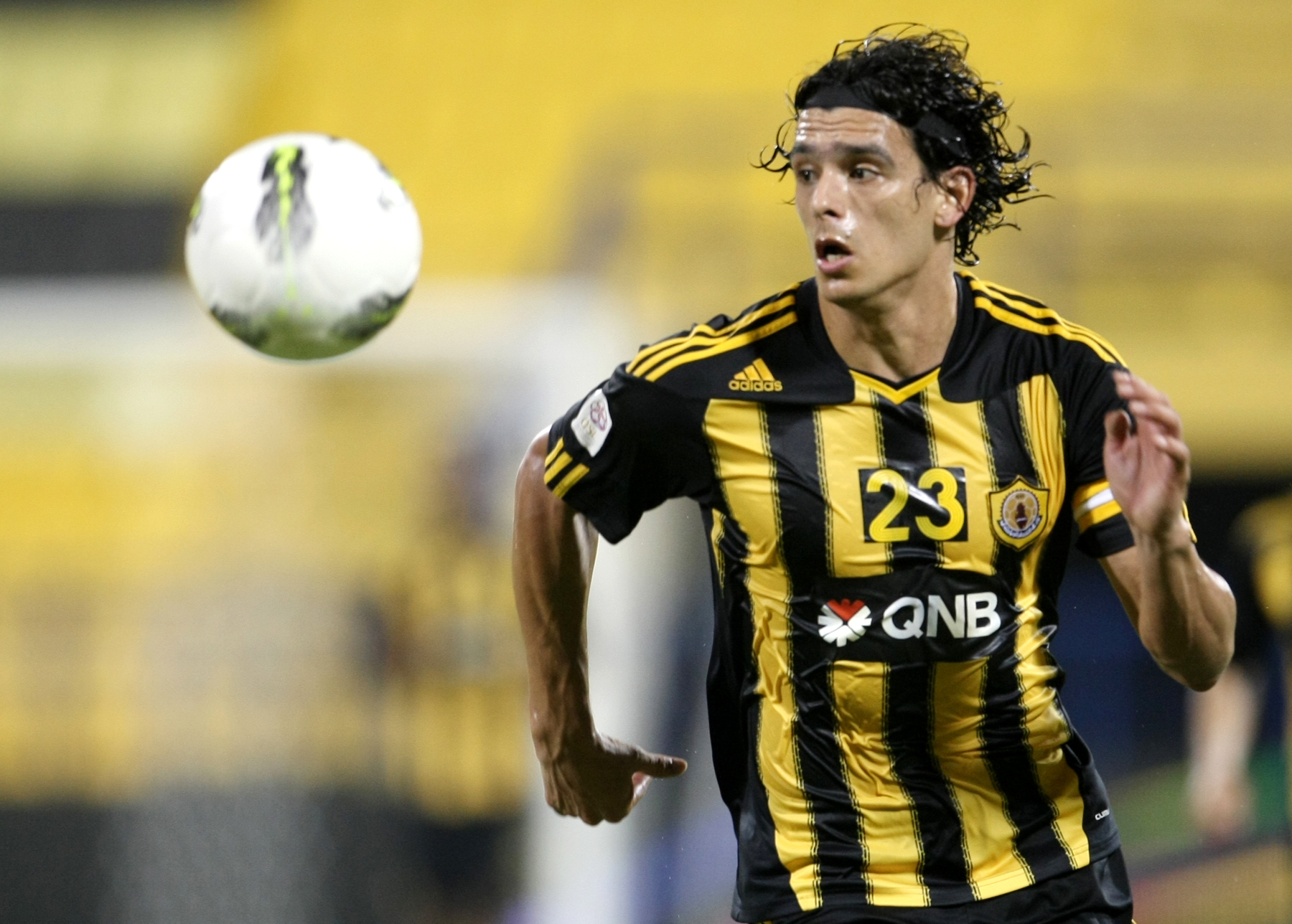
カタールSCでプレーするソリア

ウルグアイの強豪チームであるリベルプールFCで頭角を現していたが、2004年半ばブルーノ・メツ監督率いるアル・ガラファからオファーが届き中東行きを決断した。
2004-05シーズン、26試合で14得点を記録しカタール・スターズリーグ優勝に貢献した。
2005年、カタールSCに移籍し、2009年にはクラウンプリンスカップを獲得した。カタールSCで得点を量産し、イタリアやスペインなどヨーロッパの複数クラブから関心を持たれるが、カタールSCとの契約を延長した。
2012年、レフウィヤSCに移籍し、2012-13シーズンにはカタール・スターズリーグ得点王となる。

## 代表歴

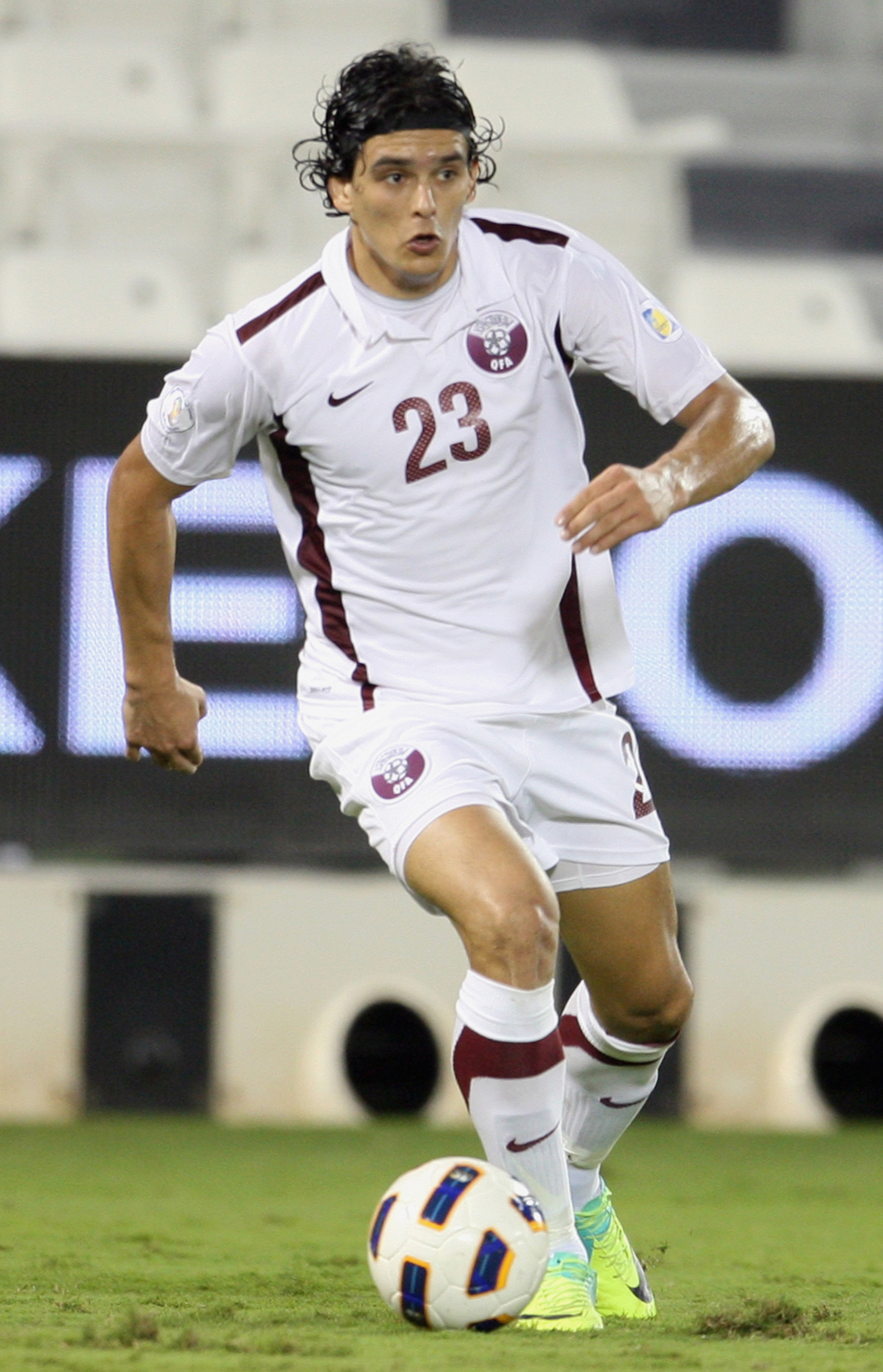
カタール代表でプレーするソリア

2004年からカタールでプレーし、2006年に同国に帰化した。
カタール代表として2006年に地元ドーハで行われたアジア大会でカタール代表のエースストライカーとして出場。その大会でカタールは優勝し、自身も4ゴールを決め優勝に貢献した。その活躍によりフル代表にも名を連ねている。2007年、2011年に行われたAFCアジアカップでは日本代表と対戦しいずれも1ゴールを決めた。

## エピソード
2010年に行われたESPNとのインタビューにおいて、サッカースタイルを理由に日本を自身のお気に入りのチームの一つに挙げている。

## タイトル
クラブ
- アル・ガラファSC

カタール・スターズリーグ 2004-05
シェイク・ジャシムカップ 2005
- カタールSC

クラウンプリンスカップ 2008-09
- レフウィヤSC

カタール・スターズリーグ　2013-14, 2014-15
クラウンプリンスカップ 2013
代表
- 2006年  アジア大会優勝

個人
- カタール・スターズリーグ2012-2013シーズン 得点王